# 125-й отдельный танковый батальон

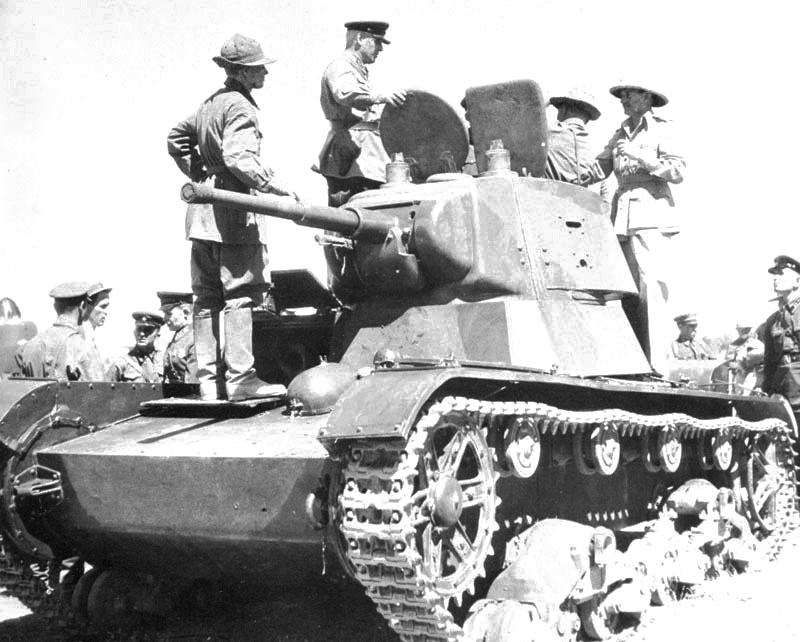
Советский Т-26 образца 1939 года, принадлежащий войскам Закавказского фронта в Иране. Из таких машин позднее формировалась материальная часть 125-го отдельного танкового батальона

125-й отдельный танковый батальон Приморской армий — автобронетанковая воинская часть РККА ВС Союза ССР, в начале Великой Отечественной войны. 
Отдельный танковый батальон Приморской армий РККА действовал в ходе обороны Севастополя. Сокращённое действительное наименование формирования применяемое в рабочих документах — 125 отб Прим.А.

## 1-е формирование, организация и транспортировка
125-й отдельный танковый батальон Закавказского, Кавказского, Северо-Кавказского фронтов, 46-й армии и Приморской армий. Был сформирован по Приказу войскам Закавказского фронта № 0057 от 15 сентября 1941 г. Придан 390-й стрелковой дивизии. Приказом войскам Закавказского фронта № 100 от 02.10.1941 г. и на основании телеграммы Начальника Оргштатного управления Главупроформа КА № орг/2365 от 01.10.1941 г. — батальону был присвоен номер 125.
Одновременно существовал 125-й отб 112-й тбр.
В декабре 1941 года во время второго штурма был доставлен из Туапсе в Севастополь (в составе 190 человек и 25 Т-26).

## Участие в боевых действиях
По состоянию на 2 февраля 1942 года после отражения второго штурма в танковых батальонах СОР числились:
- 81-й отдельный танковый батальон — 287 человек, автомашин легковых — 1, грузовых — 15, спецмашин — 6, танков средних — 1, легких БТ — 1, Т-26 — 10, химических (огнеметных) танков — 4, Т-37, Т-38 — 8.
- 125-й отдельный танковый батальон — 212 человек, танков легких — 23.

По состоянию на 1 июня 1942 года в танковых подразделениях числились:
- 81-й отдельный танковый батальон: 218 человек, автомашин легковых 1, грузовых 11, спецмашин 9, танков средних 1 (Т-34) легких — 10, малых — 13 шт.
- 125-й отдельный танковый батальон: 195 человек, автомашин легковых 2, грузовых 10, спецмашин 3, танков легких — 23 шт[2].

### Третий штурм Севастополя
125-й батальон во время 3-го штурма вводился в бой по-ротно, 2-я рота батальона принимала участие в попытке срезать немецкий клин на стыке 3-го и 4-го секторов (в составе группы Матусевича). Батальон был практически полностью уничтожен к 18 июня 1942 года. Три оставшихся танка были приданы 81-му отдельному танковому батальону, два неисправных танка были вкопаны в качестве неподвижных огневых точек в районе Инкермана. По немецким данным, 22-й пехотной дивизией были захвачены 2 неисправных и один вкопанный танк. 24-я пехотная дивизия сообщила о захваченных трех неисправных танках. Остатки 125-го танкового батальона, всего 6 танков Т-26 и танкетка Т-20 отошли на соединение с 81-м танковым батальоном в район Молочных дач, но не встретились, и отошли дальше на мыс Херсонес. Танки были брошены личным составом кроме одного экипажа, который вел огонь по противнику прямой наводкой. 3 машины были захвачены противником в исправном состоянии.
За эти бои Приказом 090 от 24.06.1942 года по Приморской армии танкисты 81-го и 125-го батальонов были награждены 6 орденами Красного знамени (в т.ч. командир майор Ф. А. Чистобаев), 13 орденами Красной звезды, 7 медалями За отвагу.
Последний танк Т-26 с 15 снарядами из 125-го отдельного танкового батальона, майор Чистобаев с политруком и 5 бойцами, вступил в последний бой 3 июля 1942 года в районе Казачьей бухты.

В связи с сохранением знамени не расформировывался. 25 октября 1942 года управление обращено на формирование 141-го отп.
В составе Действующей армии 81-й отб находился в период с 22.11.1941 — 24.10.1942.

## В составе[1]
| Дата          | Корпус | Армия        | Фронт(военный округ) |
| на 01.12.1941 |        | ?            | ?                    |
| на 01.01.1942 | -      | 46-я А       | КвФ                  |
| на 01.02.1942 | -      | Прим. А      | КрмФ                 |
| на 01.03.1942 | -      | Прим. А      | КрмФ                 |
| на 01.04.1942 | -      | Прим. А      | КрмФ                 |
| на 01.05.1942 | -      | Отд. Прим. А | -                    |
| на 01.06.1942 | -      | Прим. А      | СКФ                  |
| на 01.07.1942 | -      | Прим. А      | СКФ                  |
| на 01.08.1942 | -      | 51-я А       | СтлФ                 |
| на 01.09.1942 | -      | 51-я А       | ЮВФ                  |
| на 01.10.1942 | -      | 51-я А       |                      |

## Командиры
- Командир — майор Ф. А. Чистобаев, с 04.07.1942 в плену[5][6]
- Адъютант батальона — старший лейтенант Бодренко, Николай Иванович.

## Поздние формирования
В ВС России с 1996 года входил в состав 61-й Краснознаменной Киркинессеой бригады морской пехоты— посёлок Спутник
- 125 отдельный танковый батальон (на вооружении танки Т-72 и Т-80)